# Comenio
Juan Amos Comenio (pronunciación), en latín Comenius, Komensky, derivando actualmente en el apellido Commentz (Uherský Brod, Moravia, 28 de marzo de 1592-Ámsterdam, 15 de noviembre de 1670) fue un teólogo, filósofo y pedagogo nacido en la actual República Checa. Fue un hombre cosmopolita y universal, convencido del importante papel de la educación en el desarrollo del hombre. La obra que le dio fama por toda Europa y que es considerada como la más importante es la Didáctica Magna y su primera edición apareció en el año de 1630. Le dio importancia al estudio de las lenguas y creó una obra llamada Puerta abierta a las lenguas.
Es conocido como el padre de la didáctica. En su obra Las nuevas realidades, Peter Drucker realza la posición de Comenio como el inventor del libro de texto, en un intento (exitoso, por cierto) de incentivar la autonomía del proceso formativo para evitar que el gobierno católico eliminara del todo el protestantismo en Chequia. «Si la gente lee la Biblia en casa, no podrá confundirse» fue el pensamiento de Comenio.
Los grandes aportes realizados a la pedagogía, sus viajes por diferentes países de Europa (en muchos de ellos, invitado por reyes y gobernadores), y la alta preparación y constancia en su labor de educar le valieron el título de «Maestro de Naciones».[cita requerida]

## Biografía
El lugar de nacimiento de Comenius es desconocido, pero se estima que sus padres provenían del Reino de Hungría. Por otra parte, hay tres posibles lugares fijados para su nacimiento:
- Komna (República Checa) es una pequeña aldea donde vivieron sus padres y de la cual tomó su nombre (Komna > Komenský); Comenius es la forma latina).
- Nivnice (Moravia) es la aldea donde pasó la niñez y el lugar de nacimiento más probable.
- Uherský Brod (República Checa) es el pueblo al que se mudó durante la niñez. Aquí hay un museo dedicado a él.

Comenio fue profesor y rector en las ciudades de Přerov y Fulnek, en Moravia, hasta el inicio de la guerra de los Treinta Años (1618-1648), cuando el ejército del Sacro Imperio envió al exilio a los habitantes de Moravia. Se estableció en Leszno (Polonia) y como obispo de los Hermanos Moravos ayudó a mantener la unidad de su grupo. En 1638 fue invitado a Suecia para participar en las reformas educativas. El gobierno inglés le hizo una invitación similar, pero, en 1641, poco antes de que estallara la Guerra Civil inglesa (1642-1651), se marchó de la isla, volviendo a Suecia, donde trabajó hasta 1648. Después pasó a Polonia, Hungría y Holanda.

## Legado a la educación

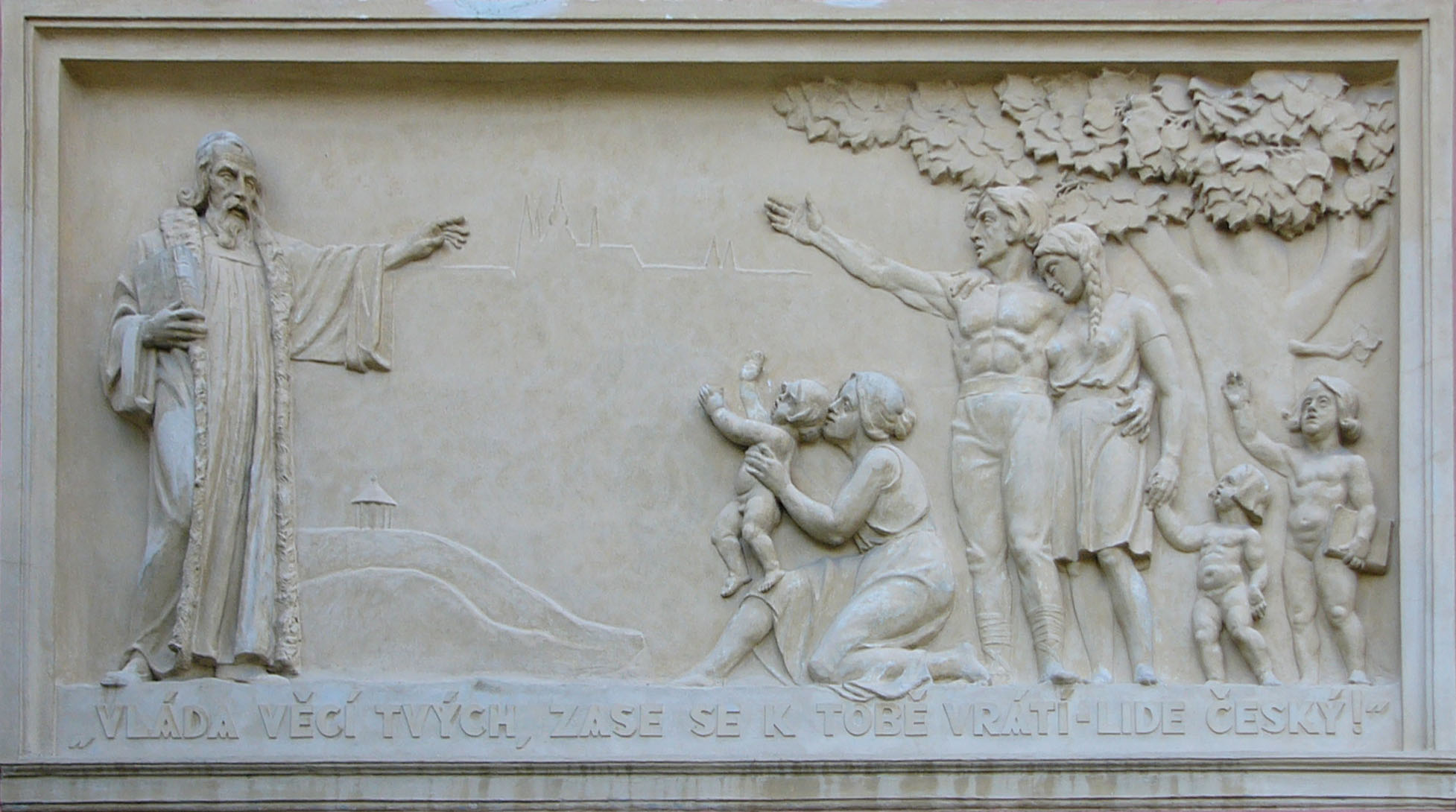
Relieve en el que aparece Comenio.

Juan Amos Comenio fue el primero en hablar de la «primera escuela» o «escuela materna». No la consideraba una institución fuera de la familia, pero sí la primera en transmitir una serie de valores al niño. La familia también educará y aportará otras enseñanzas, pero según Comenio será la madre la primera en hacerlo.
Para él, la educación debía tener como meta el «ideal pansófico», es decir, enseñar todo a todos. Al ser todos hijos de Dios, todos tenemos la posibilidad de aprender, la «educabilidad» está en nuestra naturaleza. Cuanto más sabios, más nos acercamos a Dios. Si el alumno no lograba aprender o era indisciplinado, era por error del maestro.
La educación debía ser universal, tener orden y método, ser amena. El alumno debería ser el centro de atención. Para Comenio, enseñar se debe a una disposición de tres cosas: tiempo, objeto y método. Aportó ideas educativas basándose en tres métodos: comprender, retener y practicar. La finalidad de ello era mejorar la enseñanza para el alumno. Se inclinó a la capacidad de sensibilidad del profesor hacia el alumno, así como a la interacción y con ello garantizar el éxito del aprendizaje.
Entre las obras que escribió, la de mayor interés es su «Didáctica Magna», uno de los primeros libros escritos sobre como educar a los niños y dirigir bien la escuela. A través de sus distintas obras, propuso un método didáctico.
Comenio dio inicio a los textos ilustrados para niños, con figuras de animales y acciones, graduados de fácil a difícil, haciendo que el alumno pudiera entender con mayor facilidad. Fue el primero que presentó una metodología de la educación basada en la unión de la pedagogía con la didáctica. Con este sistema quería dirigir la progresión moral e intelectual del alumno

## Aportes
- Comenius propuso un programa para hacer amena y no tediosa la educación, y lo llamó pampaedia o pansofía, que significa “educación universal” (se debe enseñar todo a todos).
- Decía que a los niños se les debe enseñar gradualmente, enlazando de manera natural los conceptos elementales con los conceptos más complejos.
- Comenius escribió que el estudio tenía que ser “completamente práctico, completamente grato, de tal manera que hiciera de la escuela una auténtica diversión, es decir, un agradable preludio de nuestra vida”.
- También opinaba que la escuela debe centrarse no solo en la formación de la mente, sino de la persona como un todo, lo que incluye la instrucción moral y espiritual.

## Obra

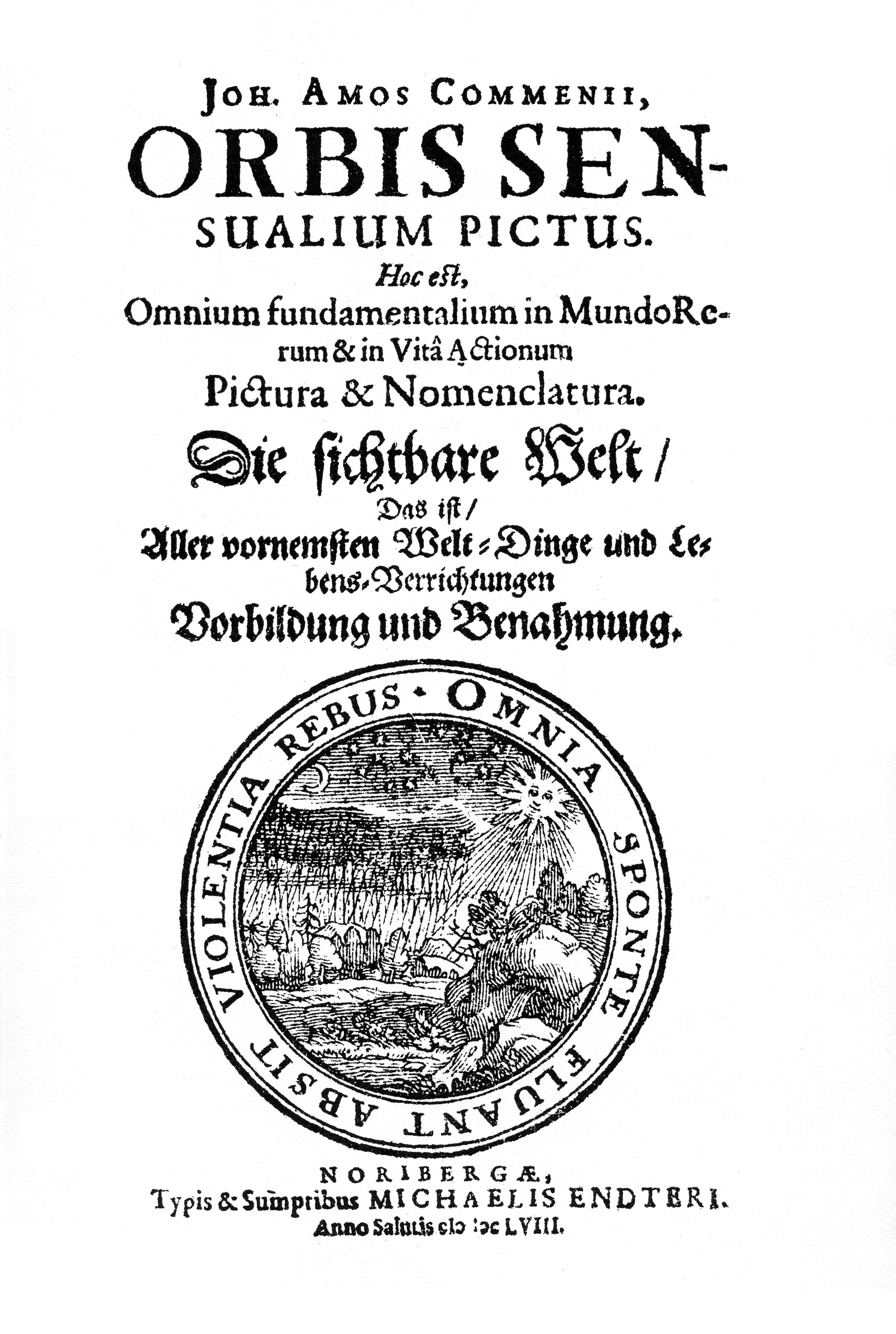
Orbis sensualium pictus, obra ilustrada para el aprendizaje del latín.

Comenio es muy conocido por sus contribuciones a las técnicas de enseñanza que, junto con sus principios educativos, se desarrollan en su gran obra Didáctica Magna. En ella señala cuál es su concepto de la enseñanza que se resume en una frase suya: «enseña todo a todos». Fue el primero en instruir lenguas tradicionales mediante el uso de pasajes de la misma y de la traducción correspondiente en la lengua moderna.
Su Orbis sensualium pictus (1658) muestra un mundo visible en dibujos, un libro para el aprendizaje del latín, que parece ser el primer libro ilustrado para niños. Comenio fue el inventor de los libros ilustrados. Incluso Goethe, cuya niñez transcurrió cien años después de que se publicara Orbis Pictus, considera, con el mayor agradecimiento a este librito, como uno de sus primeros tesoros. Durante todo el siglo siguiente, fue imitado con ediciones cada vez más lujosas.
Pero quizá su obra más personal sea El laberinto del mundo y el paraíso del corazón, una incisiva sátira social en la que propone que el filósofo debe refugiarse en el interior de sí mismo, en el que llama «el paraíso del corazón».

### Didáctica Magna
La Didáctica Magna es una de las obras más leídas en la literatura pedagógica; obedece a una especie de precepto o dogma del cual los pedagogos no deben prescindir, pues gran parte de lo que hoy se conoce y reconoce, en términos de valor pedagógico, se encuentra influido (aún no se sabe si de manera consciente o inconsciente) por esta obra. Comenio dividió su obra Didáctica Magna en tres partes:
- Didáctica General (Cap. 1 – 9)
- Didáctica Especial (Cap. 10 – 14)
- Organización Escolar (Cap. 15 – 33)

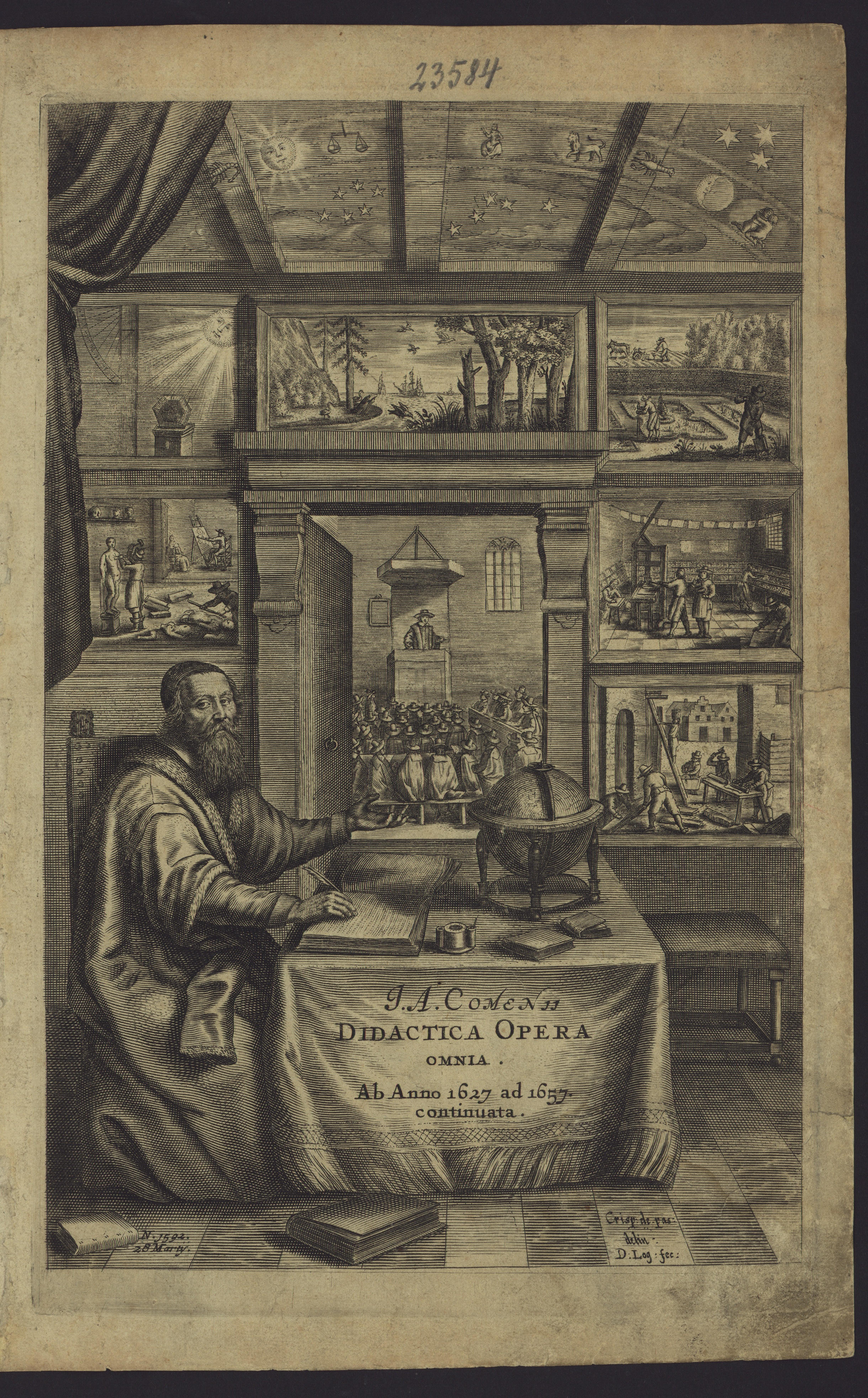
Portada de una continuación de 1657 de la Didáctica Magna (1627).

La palabra didáctica proviene del griego διδακτικός, ή, όν didaktikè significa el arte de enseñar. Magna significa grande.  Esta obra recoge el necesario método. Comenio busca la sistematización de los procesos educativos. Se preocupa de las diferentes etapas del desarrollo educativo y separa por edades la educación con el fin de colocar los conocimientos en espiral. Habla de la globalidad de las unidades, aspecto que hoy en día aún se tiene muy en cuenta. Cada aprendizaje debe formar parte de otro o inducirlo. El autor es el primero en tener en cuenta al alumnado y sus necesidades. Comenio también menciona que cada alumno es diferente. y no hay que menospreciar a ninguno. No debe hacerse distinción social o de género. La mujer ha sido creada a la semejanza de Dios, es un ser racional al igual que el hombre. Comenio también creía que la mujer es buena para la ciencia y que debería tener estudios científicos para posteriormente seguir con la educación universal.
Díaz Barriga considera un error atribuir a las pedagogías anteriores al momento que describimos la noción de programas de estudio.
En el siglo XVII Comenio utiliza el término Plan de estudios para establecer, como un señalamiento amplio, el conjunto de temas a trabajar en el sistema escolar. En este sentido, es un error sostener que en la escuela tradicional «el profesor recibe ya hechos los programas, que hacerlos es responsabilidad que no le compete… Entendemos que en lo que se puede denominar «la escuela tradicional» (siglo XVII a XIX), los planes de estudio son considerados desde la didáctica como una propuesta de temas muy amplios a desarrollar en el transcurso de una etapa académica. En cuanto a la noción de programas de estudio, concluimos que no existe, en este momento, en parte porque las grandes reflexiones acerca de la Didáctica se dan antes de que se conformen los sistemas educativos y se establezcan las leyes sobre la obligatoriedad de la enseñanza, y, en parte, porque desde este pensamiento didáctico se establece la función intelectual del docente como una función insustituible.

#### Didáctica General
En el vientre materno se prepara el cuerpo para ser habitación ra el alma se prepara para la vida eterna, «Dios creó todo para dárselo al hombre». En ella, el hombre debe lograr fines secundarios: criatura racional, criatura señor de las criaturas y criatura a imagen y complacencia de su creador; va a ser conocedor de todas las cosas, dueño de ellas y de sí mismo y como fin, tendrá la búsqueda de Dios. El hombre, para Comenius, es sabio, bueno y tiene una inteligencia con la cual él puede percibir el conocimiento de las cosas y de Dios. Somos un milagro, estamos hechos a su imagen y semejanza. Tenemos un esquema del universo, estamos dotados de sentido y siempre estamos en busca constante de aprender para llegar a una perfección y a ser felices. Comenio nos habla de la honestidad, y la base de ésta es la armonía. También nos dice que la religión es una forma de vida, basada en una relación esencial de una persona con el universo o con Dios.
Nos habla de las «semillas» de ciencia, honestidad y religión, que en muchos casos no han dado frutos. Con esto vemos que «el hombre es hombre» cuando hace lo que tiene que hacer en la vida: ejercicio mental, enseñanza y dar a cada quien lo que merece. La formación de la persona se debe dar en la infancia, porque allí no tiene bien estructurados los roles que le está marcando la comunidad; sin embargo, en la adolescencia es donde más se debe enseñar para reafirmar los conocimientos infundidos en la etapa anterior.
Hay que poner mucho énfasis en el modelo de padres que se tiene, porque de ellos dependerá la educación que tengan los hijos frente a la sociedad. Los maestros son los principales moderadores primarios para dicha formación. Todos los hombres deben ser bien preparados y educados en su vocación, para esto a algunas personas habrá que educarlas desde la infancia ya que unas tardan más que otras para poder asimilar un conocimiento.
Pero hay que tomar en cuenta algo importante; nadie debe ser excluido de una educación ya que es la principal fuente de sabiduría del propio ser humano. A todos, por consiguiente, hay que tratarlos como se merecen y no menospreciar a otros que les cuesta más trabajo asimilar una cosa, por eso también hay que explicar todo de acuerdo a la capacidad de cada persona. Todos los hombres deben ser encaminados a los mismos fines, son únicos e irrepetibles, con capacidades y limitaciones con virtudes y habilidades, con aptitudes y destrezas.

#### Didáctica especial
El hombre es la criatura postrera, la más absoluta, la más excelente de todas las criaturas”. Lo fundamental para el hombre es conocerse a sí mismo como una criatura de Dios que está hecho a su imagen y a semejanza.
Ahora cabe mencionar «No debemos aprenderlo, sino haberlo aprendido», es decir que todas las cosas sean siempre bien aprendidas por medio de un hábito y costumbre que nos lleve a mejorar siempre como persona y como ser humano. Hay que inculcar buenas costumbres y el arte de formar las mismas, puede expresarse en reglas diferentes: todas las virtudes deben ser enseñadas. En primer lugar, se deben enseñar las cardinales: prudencia, templanza, fortaleza y justicia. Desde el primer momento de la infancia, se debe dar una buena educación, las virtudes se aprenden del espíritu y es necesaria la disciplina para prevenir las malas costumbres. La piedad es un don de Dios y nos viene del cielo, siendo doctor y maestro de ella el Espíritu Santo.

#### Organización escolar
Comenzamos con la felicidad y sus fundamentos para poder enseñar a los adolescentes: se inicia temprano, antes de la corrupción de la inteligencia, se actúa con la debida preparación de los espíritus, va de lo más fácil a lo más difícil, se procede despacio con todo, no se obliga al entendimiento a algo que no le convenga, siempre es por un mismo método.
La cultura latina es y consiste en la educación general de todos, se educan virtudes como ya había mencionado antes, no solo se educa a los hijos de los ricos sino a todas las clases sociales.
No es necesario que la escuela esté llena de gritos o golpes, debe necesariamente tener vigilancia y atención para todos sin ninguna excepción. La disciplina más rigurosa no debe emplearse con motivo de los estudios sino para la corrección de las costumbres.
La academia es el más elevado conocimiento y de desarrollo para la persona estudiante, sus procedimientos son fáciles y prácticos, siempre buscan ir al fondo de las cosas, jamás se quedan con la primera impresión, son sabios y se ilustran en los libros.
Hay una gran necesidad para reformar las escuelas y se sugieren los siguientes puntos:
- Método de enseñar alcanzando la perfección
- Ensayos de los inventores del arte tipográfico
- Producir vastos ejemplares
- No ser semejantes por sus características
- Elegancia y primor
- Revisar y corregir
- En papel fuerte para que no se corra la tinta.

En su didáctica magna, hace una reforma de la organización escolar, distingue cuatro escuelas muy parecidas a las actuales:
- La escuela maternal: Sería la comparación a la guardería, que en total llegan hasta los 6 años. En esta el autor dice que se deben enseñar las ciencias.
- La escuela Elemental: Es el equivalente a primaria (hasta sexto) que llega hasta los 12 años. En la época del autor, era obligatoria igual que en la actualidad. En ella se enseña una instrucción general y virtudes. Se cultiva la inteligencia, la memoria y la imaginación.
- La escuela latina o gimnasio: lleva de los 12 a los 18 años. Sirve para preparar a los alumnos para estudios superiores. Cuando acaban esta escuela los alumnos realizan un examen para comprobar quienes son aptos para entrar en la academia. Este examen es muy parecido al de selectividad.
- La academia: de los 18 a los 25 años, es muy parecida a la universidad, lo único es que ahora hay carreras que no duran tanto tiempo y gente que no tarda tanto o que tarda más que hasta los 25 años en aprobar. El Estado concedía becas como hace ahora.

Comenio introduce una innovación: El estudio de las mujeres, ya que estas, reconoce, son tan o más inteligentes que los hombres, también incluye la educación para las mentes menos capacitadas, ya que estas son las que más ayuda necesitan para llegar, aunque sea, a aprender costumbres. Intenta que el estudio empiece en una cosa sencilla y esta te lleve a una más compleja. También intenta que la educación sea razonada, que los alumnos antes de preguntar reflexionen sobre ello. La educación debe llevarlos a la libertad, el gozo de vivir y la dicha.
A lo largo de la historia de la humanidad, el análisis de las necesidades del hombre ha ocupado un lugar importante que aún conserva. Si bien este análisis ha abarcado diferentes campos de la vida humana, el área que aparenta ser el centro es la educación. Y si bien ha habido interrupciones en la constitución del discurso pedagógico moderno, no podemos ignorar que las mismas han servido como momentos de observación y reflexión para la configuración de un nuevo discurso basado en los anteriores. Desde Comenio, la discusión sobre la escuela transcurrió por diferentes caminos, pero siempre se coincidió en la necesidad de educar al hombre para la sociedad en que vive.
Es así que vemos a Comenio presente hoy a través de la simultaneidad, la universalidad de la educación, y la alianza escuela-familia. Para este hombre, el único modo de que el individuo llegue a ser un hombre genérico y logre alcanzar la perfección es que no quede hombre sin llegar al saber erudito y es la escuela el vehículo por excelencia que está en condiciones históricas y tecnológicas de transmitirlo. Él promovió la reforma educativa a partir de un supuesto básico considerando que, dado un alumno, un docente y un contenido, se podía modificar al alumno aplicando un método para acercarlo a un ideal socialmente aceptado. Como observador de la realidad de su época, calificó a las escuelas como “mataderos de mente” y su propuesta de cambio se fundamentó en tres premisas fundamentales: orden y método, facilidad para aprender y enseñar y solidez en todos los campos. Es por esto que su Didáctica Magna se transformó en la “caja de herramientas” de todo docente. Cambió los castigos físicos por el amor y la comprensión, determinó la necesidad del aprendizaje gradual y estandarizó la importancia de considerar a la educación como un proceso que abarca toda la vida del individuo. Es aquí donde cabe analizar a quienes Comenio consideraba “alumnos”.
Su propuesta era para “todos, todo y totalmente”. Su “todos” se refería a todos los niños sin deferencia de sexo, condición social o edad. Su “todo” era lo que el alumno necesitaba para su vida de infante y su “totalmente” involucraba al hombre íntegro considerando su vida intelectual, espiritual y física.
La escuela es pensada por Comenio, basada en una alianza escuela-familia, que imparte conocimientos estandarizados por medio de un libro único que, a través de un método, instauraría una nueva forma social esencial en la vida de todo ser humano.
Sin embargo, muchos años debieron pasar para que sus ideas se vieran plasmadas en las escuelas, que recibían al cuerpo infantil desplazado del seno de la familia, considerada incapaz de llevar adelante la tarea de educar. Este traspaso se basaba no sólo en esa incapacidad, sino también en que los niños aprenden mejor con otros niños y en manos de personas especializadas en el arte de educar: los maestros. Comenio dijo: «la escuela debe ser un grato preludio de nuestras vidas».

## El reformador de la humanidad
Como ya hemos mencionado en pocas palabras, la educación se coincide en la necesidad de educar al hombre para la sociedad en que vive. Es muy importante decir que las ideas principales de Comenio consisten en la corrección total de la humanidad y no en el sistema educativo. Para conseguir sus propósitos, Comenio empieza con la corrección del individuo porque sólo el individuo reformado puede favorecer a la corrección total de la humanidad. Hay que dar la mejor educación y formación a la gente, porque la educación es la puerta que nos lleva al saber y el saber es el medio que nos lleva a la corrección del mundo. Por tanto, la pedagogía y didáctica no fueron los objetivos sino los medios para conocer el mundo.
Comenio se interesó por la pansofía, un sistema de la cognición bien ordenado, la filosofía que a través del conocimiento intenta armonizar el mundo y eliminar las barreras entre la gente, por ejemplo, los obstáculos lingüísticos. Su «ideal pansófico» se basó en enseñar todo a todos de la mejor manera posible, a niños de todas las edades, sexos y clases sociales (propulsor de las escuelas públicas). En esta filosofía, según él, consiste la reformación de la humanidad. Comenio entiende a la nación como una unión de la gente con una lengua, zona, cultura, economía y con un gobierno. Las naciones, con respecto a sus diferencias, deberían unirse a los conjuntos superiores, es decir, a una federación universal de los estados y naciones. Al final de su vida, después de desilusionarse por los monarcas alumbrados, llegó a la conclusión de que el mejor conjunto es la república.

### De rerum humanarum emendatione consultatio catholica
En su obra fundamental, De rerum humanarum emendatione consultatio catholica, que escribió durante un tercio de su vida, trata sobre estas ideas que armonizan el mundo. Tiene siete partes: Panegersia, Panaugia, Pansofia, Pampedia, Panortosia, Panutesia y Lexicon reale pansophicum. En Panortosia explica sus ideas sobre el estado libre y colectivo, donde los conflictos se solucionan con el tribunal de paz, sin guerras y violencias.
La obra de Comenio tiene muchas caras, sobre todo representa un programa reformatorio. Trató de armonizar la humanidad y esta idea, aunque con los aspectos utópicos, capta la atención del hombre actual tanto, que podemos considerar a Comenio como un filósofo contemporáneo.

### América Latina en su obra
De forma conjunta con la educación universal hay que mencionar un gran interés por América Latina de Comenio. En sus obras podemos encontrar muchas referencias de este continente. Un historiador de Hungría, Tibor Wittman, advirtió de las menciones sobre América Latina en las obras pansóficas de Comenio. Al tratado de Wittman enlazó Josef Polišenský, un profesor de historia checo. En concreto, mencionó la obra Truchlivý donde Comenio habla sobre Bartolomé de las Casas y Posel míru donde trata sobre las navegaciones de los españoles al Nuevo Mundo.

## Obras
- Orbis sensualium pictus
- Gesangbuch

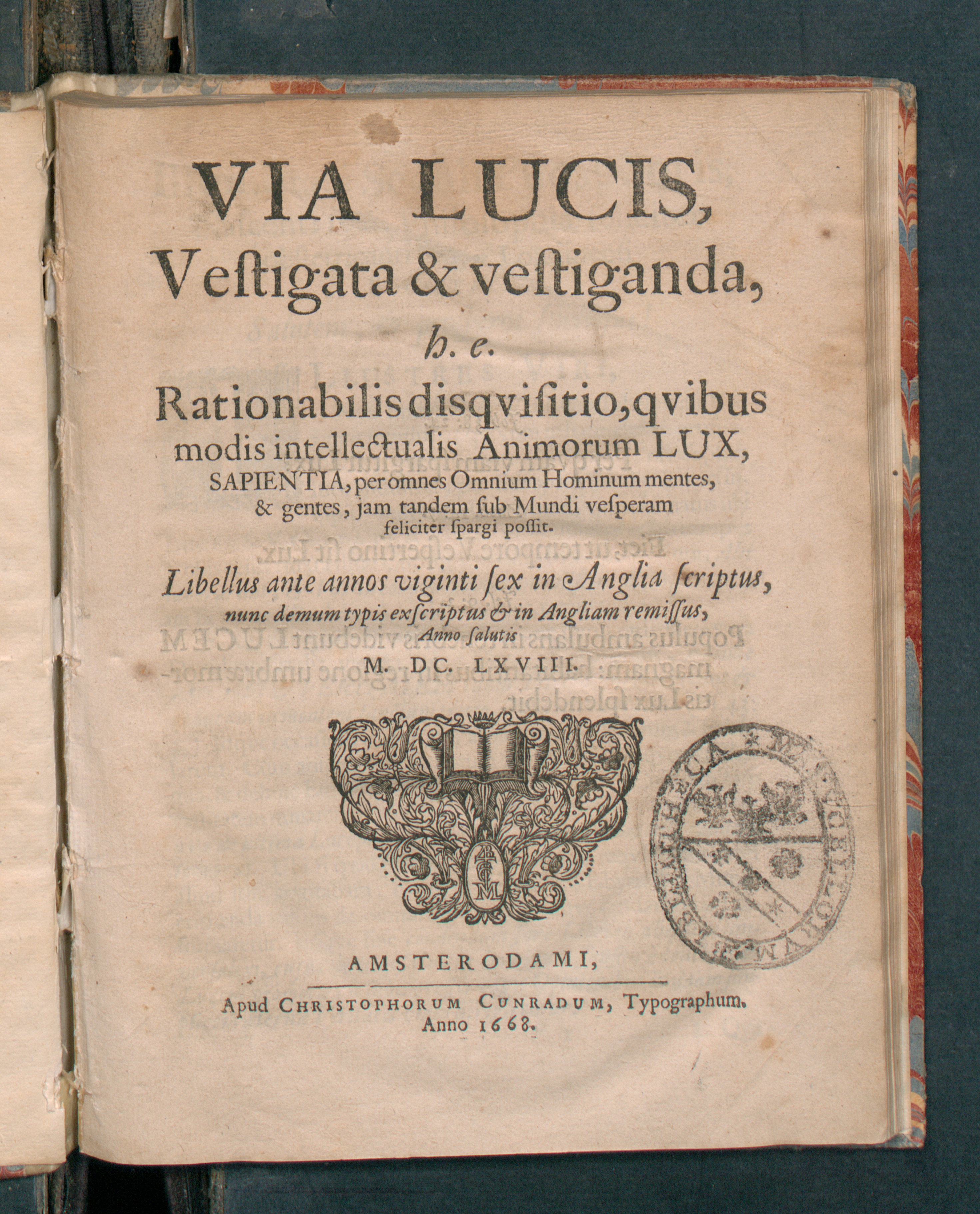
Via Lucis, 1668

- Linguae Bohemicae thesaurus, hoc est lexicon plenissimum, grammatica accurata, idiotismorum elegantiae et emphases adagiaque (Tesauro de la Lengua Bohemia), 1612-1656
- Problemata miscellanea (Problemas diversos), 1612
- Sylloge quaestionum controversarum (Problemas soligísticos en controversia), 1613
- Grammaticae facilioris praecepta (Reglas gramaticales fáciles), 1614-1616
- O andělích (Sobre los Ángeles), 1615
- Theatrum universitatis rerum (Teatro del universo), 1616-1627
- Retuňk proti Antikristu a svodům jeho (Retunek contra el Anticristo y sus tentaciones), 1617
- O starožitnostech Moravy (Sobre las antigüedades de Moravia), 1618-1621
- Spis o rodu Žerotínů (Script about House of Žerotín), 1618-1621
- Mapa Moravy (Moraviae nova et post omnes priores accuratissima delineatio autore J. A. Comenio) (Mapa de Moravia), 1618-1627
- Listové do nebe (Cartas al Cielo), 1619
- Manuálník aneb jádro celé biblí svaté (Manual o núcleo de la Santa Biblia), 1620-1623
- Pŕemyšlování o dokonalosti kŕesťanské (Pensamientos sobre la Perfección Cristiana), 1622
- Nedobytedlný hrad jméno Hospodinovo (El nombre del Señor es un castillo inexpugnable), 1622
- Truchlivý, díl první (Luto, primera parte), 1623
- O poezí české (Sobre la poesía bohemia), 1623-1626
- Truchlivý, díl druhý (Luto, segunda parte), 1624
- O sirobě (Sobre los pobres), 1624
- Pres boží (A través de dios), 1624
- Centrum securitatis (Centro de Seguridad), 1625
- Vidění a zjevení Kryštofa Kottera, souseda a jircháŕe sprotavského (Visiones y revelación de Kryštof Kotter, vecino mío y «jirchář» de sprotava), 1625
- Pŕeklad někkterých žalmů (Traducción de algunos salmos), 1626
- Didaktika česká (Didáctica Bohemia), 1628-1630
- Škola hrou (Schola Ludus, Escuela lúdica) 1630
- Labyrint světa a ráj srdce (Laberinto del Mundo y Paraíso del Corazón) 1631
- Janua linguarum reserata (La puerta abierta de las lenguas) 1631
- Physicae ad lumen divinum reformatae synopsis (Filosofía natural reformada por la luz divina, o Sinopsis de la Física), 1633 - Texto completo bilingüe (latín-alemán), Texto completo (inglés)
- Didactica magna (La Gran Didáctica), 1633-1638
- Schola pansophica (Escuela de Pansofía), 1650-1651
- Primitiae laborum scholasticorum (Los primeros frutos del trabajo de los estudiantes), 1650-1651
- Opera didactica omnia (La obra de enseñar todas las cosas), 1657
- De bono unitatis et ordinis (El buen orden y la unidad), 1660
- De rerum humanarum emendatione consultatio catholica (Las condiciones de superación humana y consulta católica)
- Spicilegium Didacticum (), 1680